# Vladislao Cap
Vladislao Wenceslao Cap (Avellaneda, 5 de julho de 1934 – 14 de setembro de 1982) foi um futebolista e treinador de futebol argentino que competiu na Copa do Mundo de 1962 e treinou a Argentina na Copa do Mundo FIFA de 1974.
Pela Seleção Argentina de Futebol, envergou a camisa alviceleste em 11 partidas entre 1959 e 1962, com um gol marcado.

## Carreira
Conhecido por "El Polaco" por ser descendente de poloneses e húngaros, Cap iniciou a carreira futebolística em 1952, no Arsenal de Llavallol. Passou ainda pelo Quilmes antes de assinar com o Racing Club, onde se destacou por seis anos (1954-1960), disputando 135 jogos e marcando três gols.
Defendeu ainda Huracán, River Plate e Vélez Sársfield, onde encerrou a carreira em 1966. Dois anos depois assumiria o primeiro cargo como treinador, no Ferro Carril Oeste.
As outras equipes dirigidas por Cap foram o Chacarita Juniors (1970), o Independiente (1971-72), o Deportivo Cali (1972-73), a LDU (1978), o Junior Barranquilla (também em 1978), o Platense (1980), o Boca Juniors (1982) e o River Plate, também em 1982. Comandou a Seleção Argentina na Copa de 1974.
El Polaco faleceu com apenas 48 anos, em 1982, em decorrência de um câncer. Ele havia sido internado pouco antes, logo após o River voltar de um amistoso entre os Millonarios e o Napoli, já com a saúde debilitada.